# Liste von Persönlichkeiten der Stadt Brixen
Die folgende Liste enthält die in der Stadt Brixen (Südtirol) geborenen sowie zeitweise lebenden Persönlichkeiten, chronologisch aufgelistet nach dem Geburtsjahr. Die Liste erhebt keinen Anspruch auf Vollständigkeit.

## Ehrenbürger

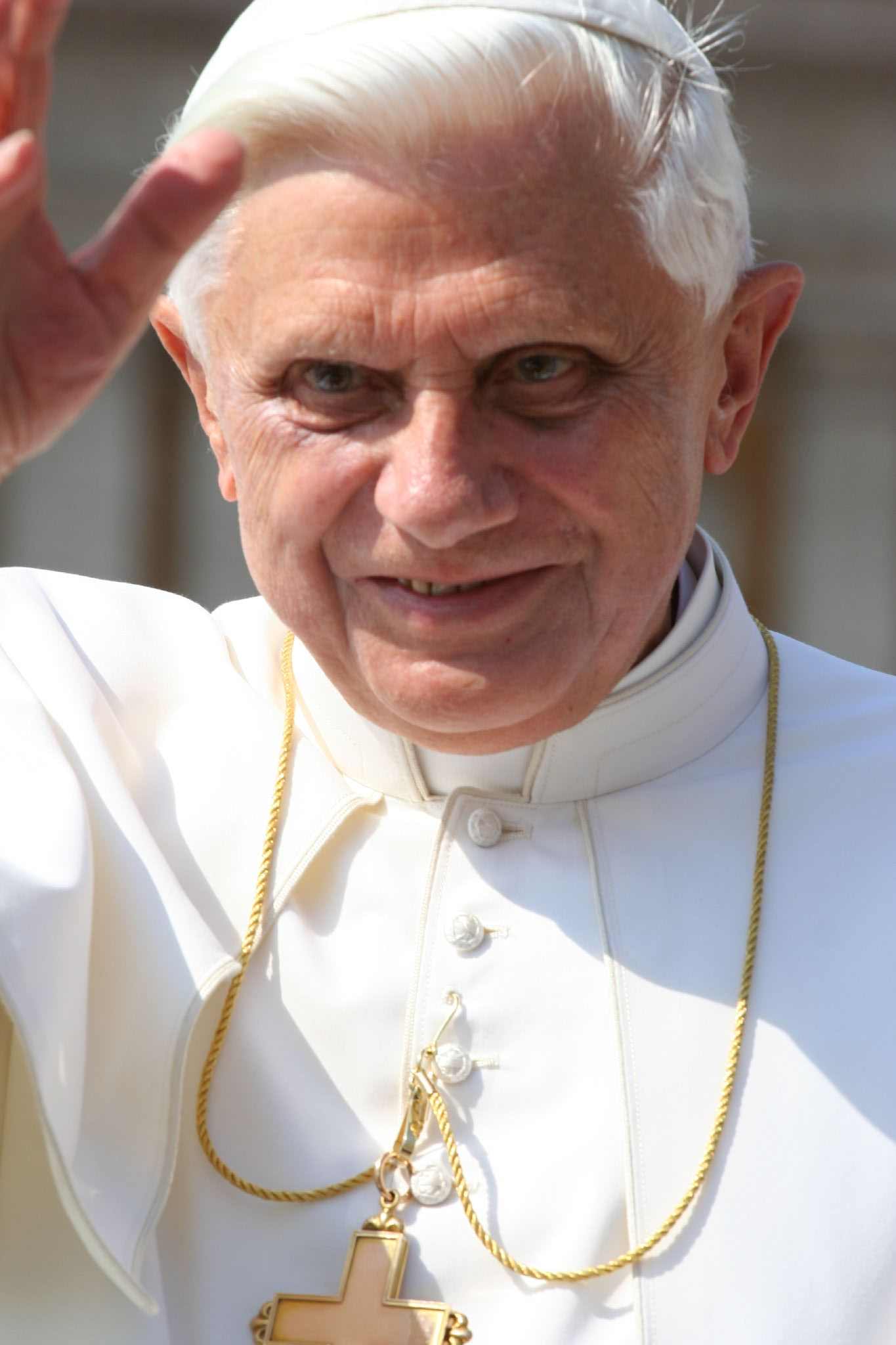
Benedikt XVI.
(1927–2022)

- 1878: Josef von Stadl (1828–1893), Diözesanarchitekt[1]
- 1882: Simon Aichner (1816–1910), Fürstbischof von Brixen
- 1905: Ignaz Mitterer (1850–1924), österreichischer Komponist und Kirchenmusiker
- 1987: Karl Wolfsgruber (1917–2009), römisch-katholischer Geistlicher, Denkmalpfleger und Hochschullehrer
- 2008: Benedikt XVI. (1927–2022), emeritierter Papst

## Söhne und Töchter der Stadt

### 1401–1800

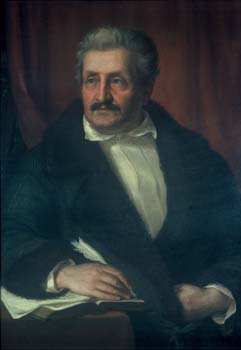
Jakob Philipp Fallmerayer
(1790–1861)

- Marx Reichlich (um 1460 – 1520), Südtiroler Maler
- Oswald Bär (1482–1567), Mediziner, Hochschullehrer und Stadtarzt
- Zacharias Geizkofler von Gailenbach und Haunsheim (1560–1617), Reichspfennigmeister des Heiligen Römischen Reichs
- Christoph Sätzl (1592/93–1655), österreichischer Komponist
- Hans Jacob Greiter (vor 1605–nach 1634), Maler
- Georg Gugler von Zeilhofen (1615–1669), Kaufherr und Mitglied des Inneren Rates in München
- Gabriel Kessler (1648–1719), Maler
- Maria Hueber (1653–1705), katholische Ordensgründerin
- Matteo Goffriller (1659–1742), Geigenbauer
- Franz Köck (1661–1719), Orgelbauer
- Johannes Köck (1666–1721), Orgelbauer
- Johann Georg Dominikus Grasmair (1691–1751), Maler
- Gaudentius Köck (1691–1744), Orgelbauer
- Anton Pichler (1697–1779), Gemmenschneider
- Ferdinand Julius von Troyer (1698–1758), römisch-katholischer Bischof
- Franz Anton Sinnacher (1772–1836), Geschichtsforscher, Pädagoge und Priester (betreute um 1820 die Pfarrei Gais)[2]
- Jakob Philipp Fallmerayer (1790–1861), Orientalist

### 1801–1900

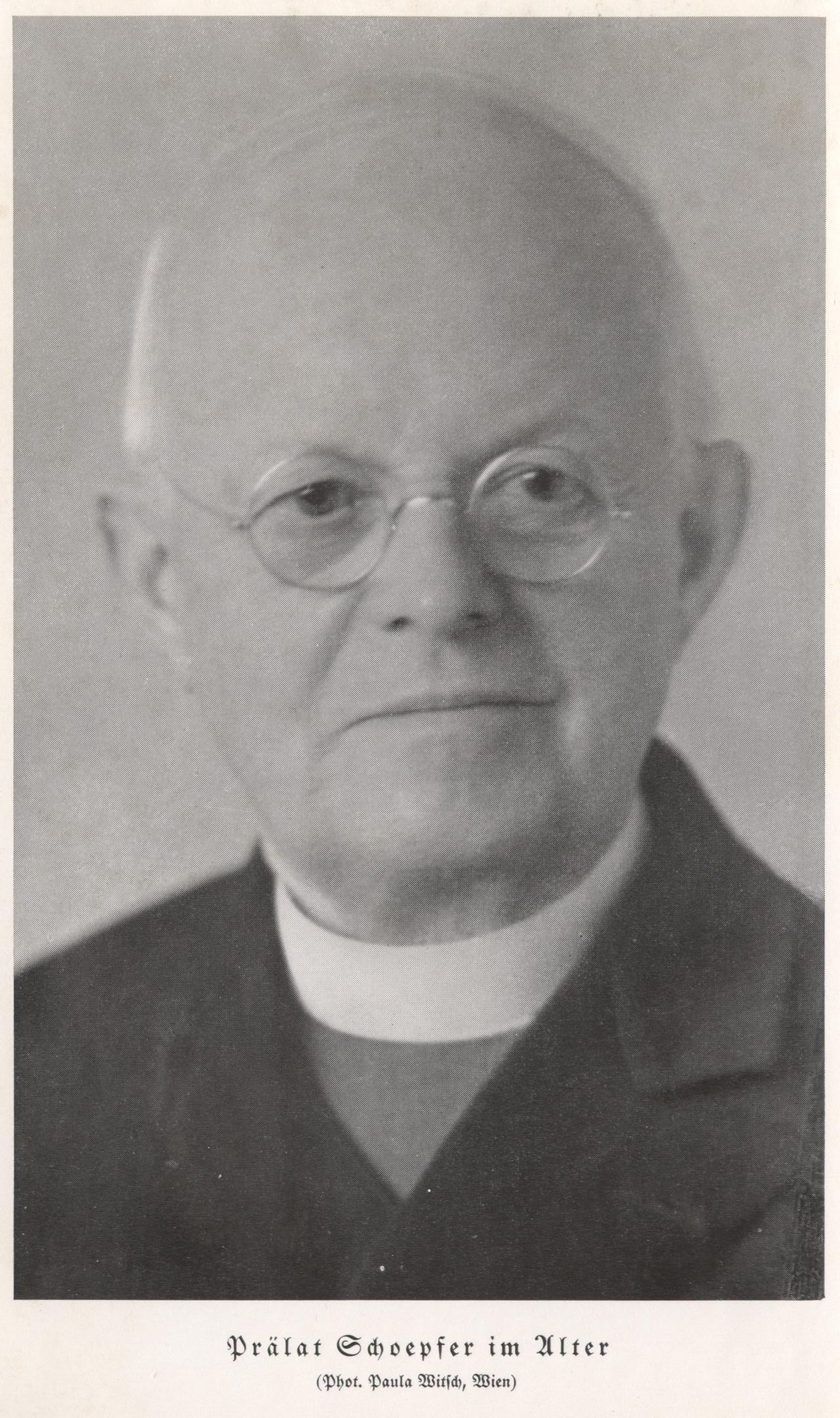
Aemilian Schöpfer
(1858–1936)

- Josef Erler (1802–1844), österreichischer Landschaftsmaler
- Josef Plaseller (1812–1877), österreichischer Mediziner und Stenograph
- Leo Kofler (1827–1908), einer der Begründer der Atemtherapie
- Florian Blaas (1828–1906), österreichischer Jurist, Politiker und Maler
- Atanas von Guggenberg (1846–1920), österreichischer Politiker, Abgeordneter zum Abgeordnetenhaus und Provisorischen Nationalversammlung
- Otto von Guggenberg (1848–1914), Politiker und Arzt
- Paula Kravogl (1856–1916), österreichische Schriftstellerin
- Aemilian Schöpfer (1858–1936), österreichischer römisch-katholischer Priester
- Josef Murr (1864–1932), österreichischer Studienrat und Botaniker
- Sigismund Waitz (1864–1941), österreichischer römisch-katholischer Bischof
- Eduard Thöny (1866–1950), österreichischer Zeichner, Karikaturist und Maler
- Anton Eder (1868–1952), österreichischer Rechtsanwalt, Bürgermeister von Innsbruck
- Emil Kugler (1868–1941), österreichischer Mediziner, Schriftsteller und Kunstförderer
- Wilhelmine Redlich (1869–1954), österreichische Malerin
- Josef Kugler (1871–1940), österreichischer römisch-katholischer Priester
- Peter Valentin (1877–1962), Bildhauer
- Ignazio Canazei (1883–1946), römisch-katholischer Bischof
- Anton von Mörl zu Pfalzen und Sichelburg (1883–1958), österreichischer Jurist und Hofrat
- Louis Rainer (1885–1963), Schauspieler
- Raimund von Klebelsberg (1886–1967), österreichischer Geologe und Hochgebirgsforscher
- Otto von Guggenberg (1887–1971), Südtiroler Jurist und Politiker
- Karl Paulin (1888–1960), österreichischer Schriftsteller, Volkskundler und Publizist
- Max Ladner (1889–1963), Gründer der Buddhistischen Gemeinde Zürich
- Martha Strele (1889–1984), österreichische Malerin
- Bruno Costa (1890–1966), Bildhauer
- Arthur March (1891–1957), österreichischer Physiker
- Otto Wacek (1893–1983), österreichischer Komponist
- Leo Sebastian Humer (1896–1965), österreichischer Maler
- Fritz Tarbuk (1896–1976), österreichischer Unternehmer
- Hans Georg Bilgeri (1898–1949), österreichischer Jurist und SS-Führer

### 1901–1950

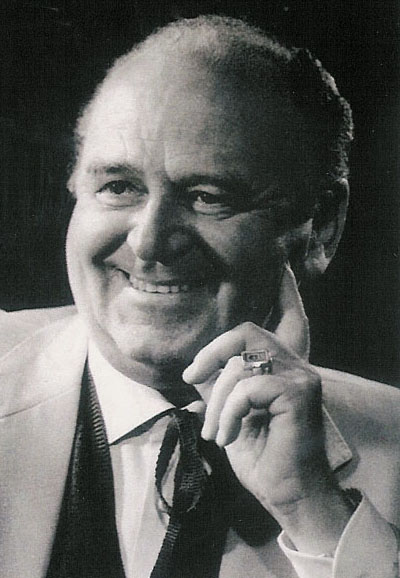
Eddy von Ferrari Kellerhof
(1923–2000)

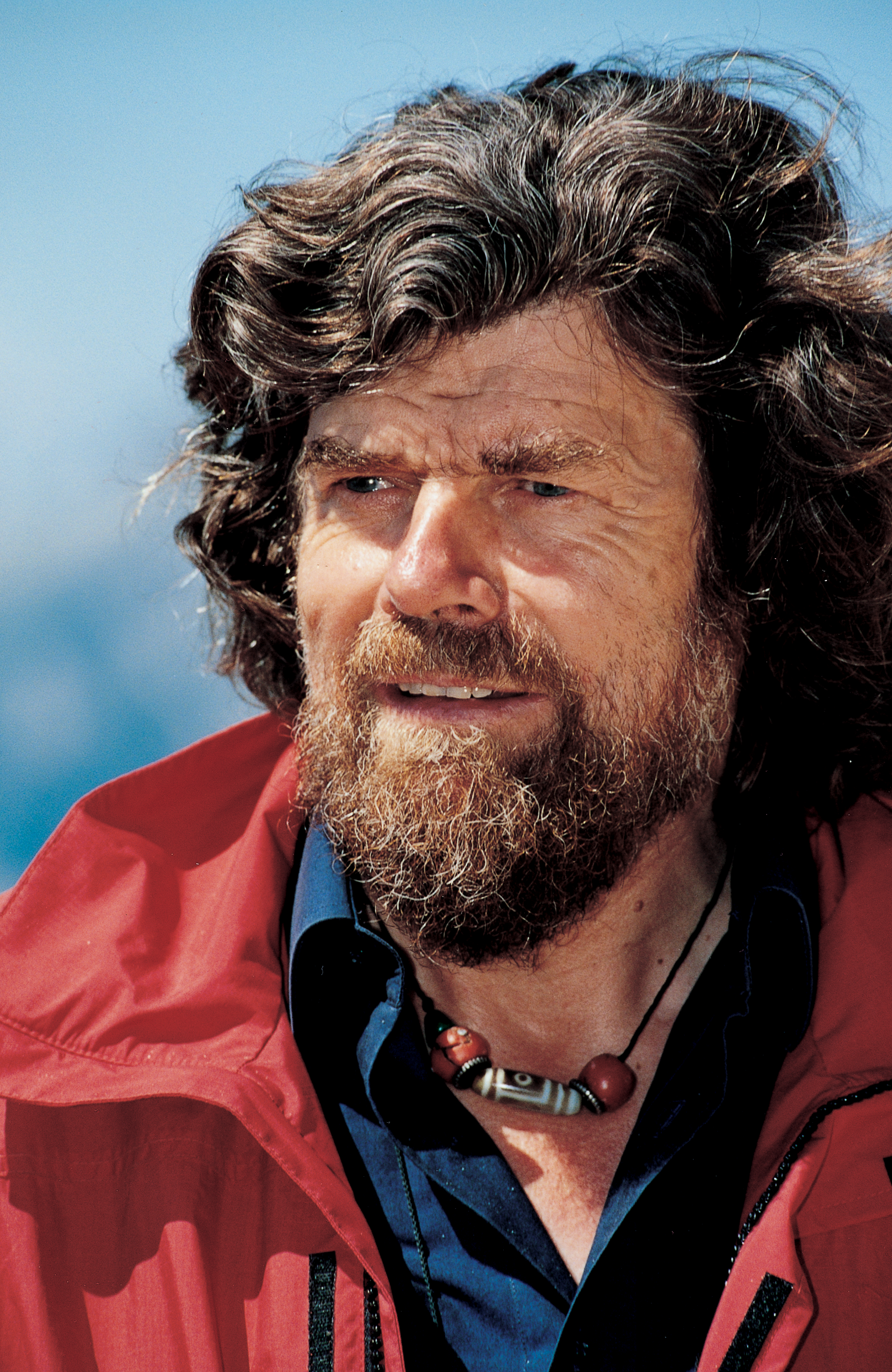
Reinhold Messner
(* 1944)

- Josef Schwammberger (1912–2004), deutscher SS-Oberscharführer, Ghetto- und Lagerkommandant
- Hans Fink (1912–2003), Schriftsteller
- Alois Lugger (1912–2005), Innsbrucker Politiker
- Josef Prader (1915–2006), römisch-katholischer Priester
- Viktoria Stadlmayer (1917–2004), Beamtin und Historikerin
- Josef Sullmann (1922–2012), Arzt und Wohltäter
- Eddy von Ferrari Kellerhof (1923–2000), Maler
- Josef Hermann Pitscheider (1923–2019), Maler und Bildhauer
- Mary de Rachewiltz (* 1925), Schriftstellerin
- Johannes Mühlsteiger (1926–2020), römisch-katholischer Theologe
- Othmar Barth (1927–2010), Architekt
- Josef Fischnaller (1927–2006), österreichischer Maler und Bildhauer
- Manfred Freyberger (1930–1980), österreichischer Schauspieler
- Marco Toniolli (* 1932), Politiker
- Klaus Peter Heiss (1941–2010), Raumfahrtexperte
- Peter Mitterrutzner (* 1942), Schauspieler
- Karl Gruber (1943–2022), römisch-katholischer Priester und Kunsthistoriker
- Reinhold Messner (* 1944), Bergsteiger
- Günther Messner (1946–1970), Bergsteiger
- Maurizio Bettini (* 1947), Altphilologe
- Norbert Conrad Kaser (1947–1978), Schriftsteller
- Siegfried Messner (* 1947), Politiker
- Hans Widmann (* 1948), Politiker
- Gottfried Solderer (1949–2021), Journalist und Verleger
- Heinz Winkler (1949–2022), Drei-Sterne-Koch

### 1951–1970
- Hans Heiss (* 1952), Historiker

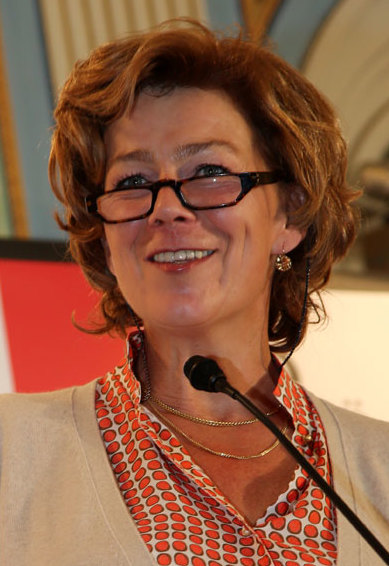
Sabina Kasslatter Mur
(* 1963)

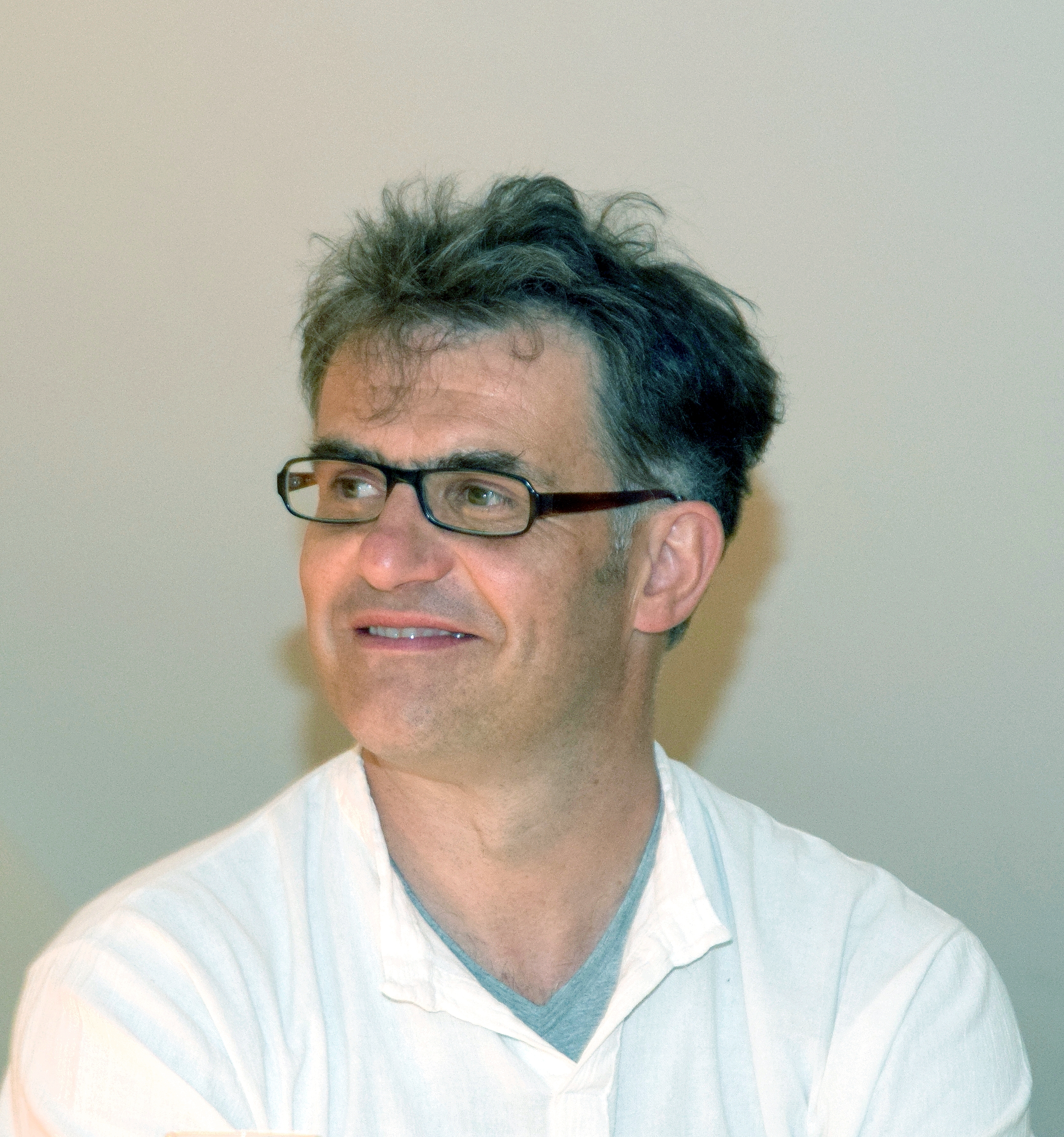
Konrad Huber
(* 1967)

- Hubert Messner (* 1953), Kinderarzt, Neonatologe, Abenteurer und Buchautor
- Helene Flöss (* 1954), Schriftstellerin
- Heinz Noflatscher (* 1954), Historiker
- Albert Pürgstaller (* 1954), Politiker und Bürgermeister von Brixen
- Christoph Hartung von Hartungen (1955–2013), Historiker
- Markus Klammer (* 1955), Kunstkritiker und Kurator
- Karl Mittermaier (* 1956), Autor, Journalist und Musiker
- Willy Verginer (* 1957), Holzbildhauer
- Karl Baumgartner (* 1958), Koch
- Konrad Bergmeister (* 1959), Ingenieur und Universitätsprofessor
- Hansjörg Rigger (* 1959), römisch-katholischer Theologe
- Christine Roilo (* 1959), Archivarin und Leiterin des Südtiroler Landesarchivs
- Bruno Walpoth (* 1959), Bildhauer
- Hanspeter Munter (* 1960), Politiker
- Maurizio Vezzali (* 1961), Politiker
- Alfred Runggaldier (* 1962), Skilangläufer
- Sabina Kasslatter Mur (* 1963), Politikerin
- Erika Kustatscher (* 1963), Historikerin

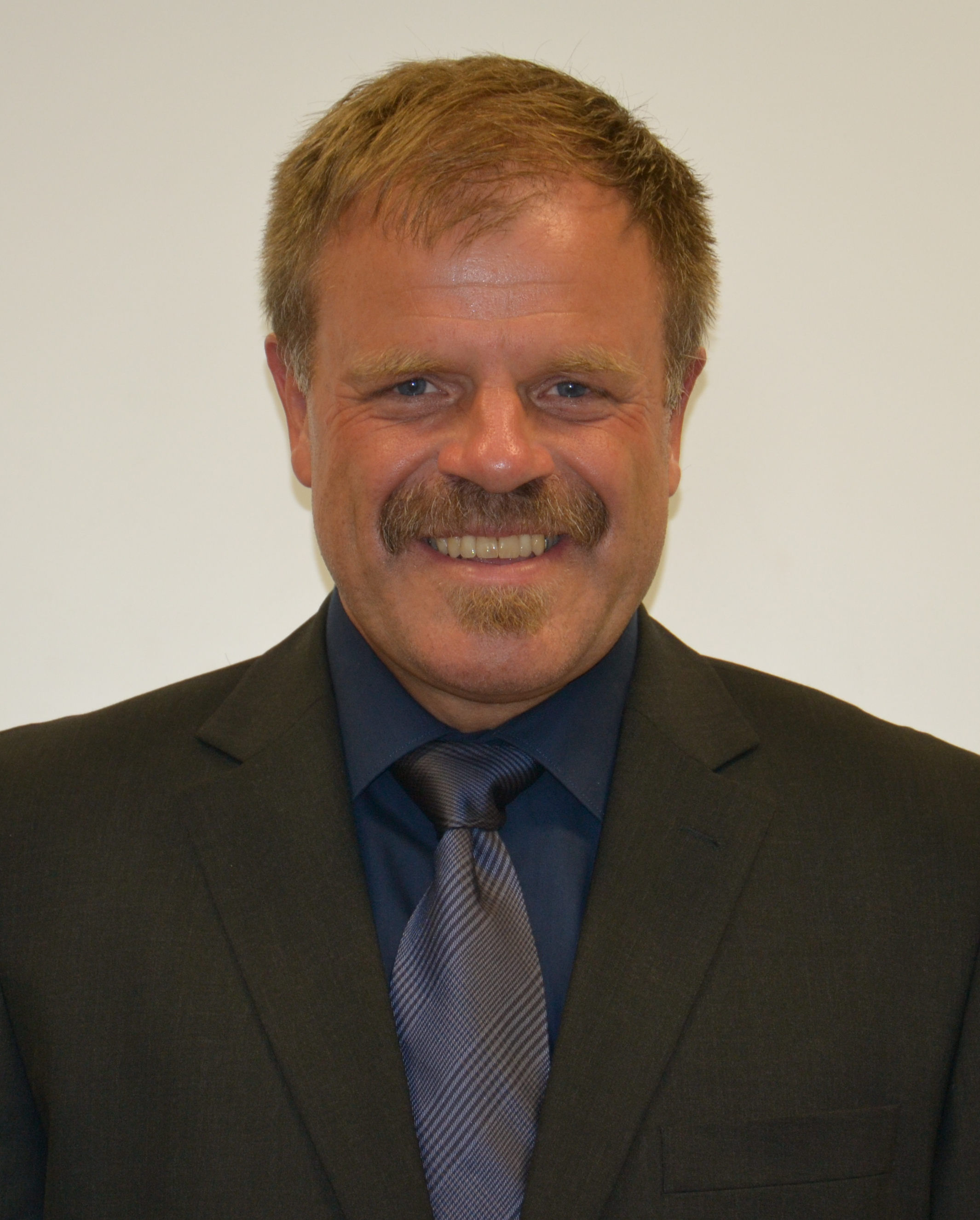
Hubert Egger (* 1964)

- Hubert Egger (* 1964)Hubert Egger (* 1964), Medizintechniker, Professor und Forscher für bionische Gliedmaßen-Prothesen
- Walter Obwexer (* 1965), Rechtswissenschaftler
- Michael Rieper (* 1965), österreichischer Architekt und Grafikdesigner
- Konrad Huber (* 1967), Opernsänger
- Werner Perathoner (* 1967), Skirennfahrer
- Gabriela Kompatscher-Gufler (* 1968), Altphilologin
- Eva Kuen (* 1968), Schauspielerin, Theaterregisseurin und Sängerin
- Heidi Leitner (* 1968), Bildhauerin
- Peter Runggaldier (* 1968), Skirennläufer
- Herbert Dorfmann (* 1969), Politiker
- Helmut Tauber (* 1969), Hotelier und Politiker
- Margareth Obexer (* 1970), Schriftstellerin

### 1971–1990

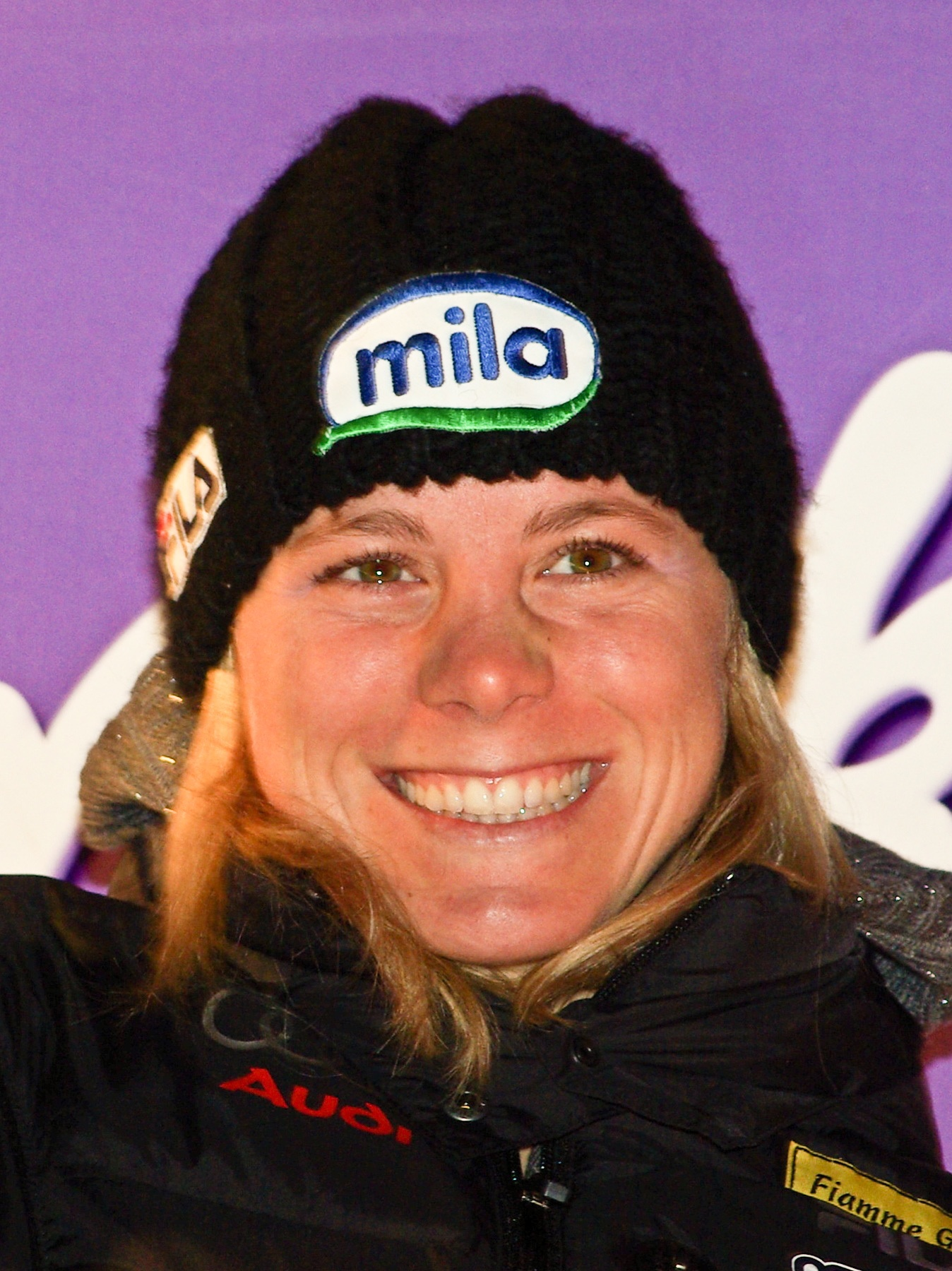
Denise Karbon
(* 1980)

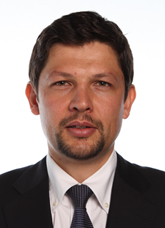
Daniel Alfreider
(* 1981)

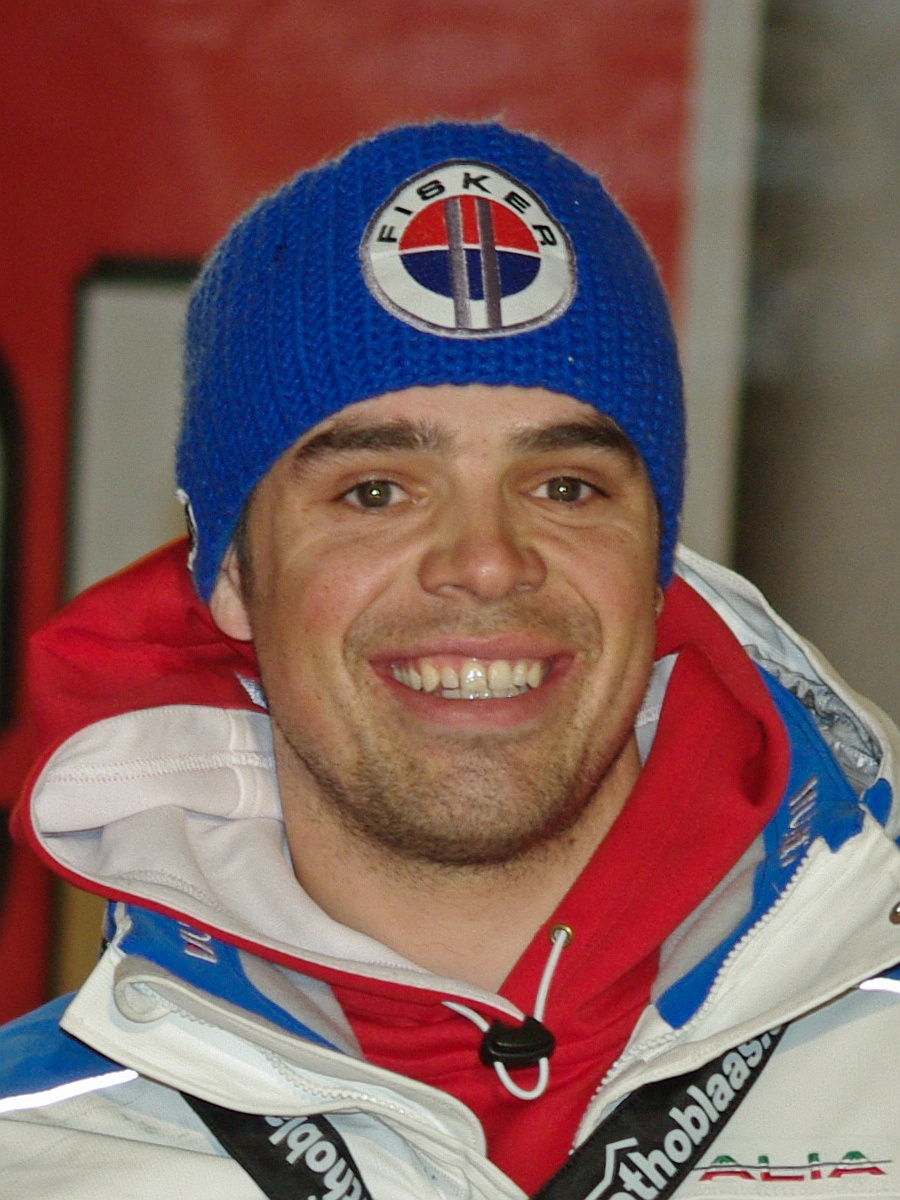
Peter Fill
(* 1982)

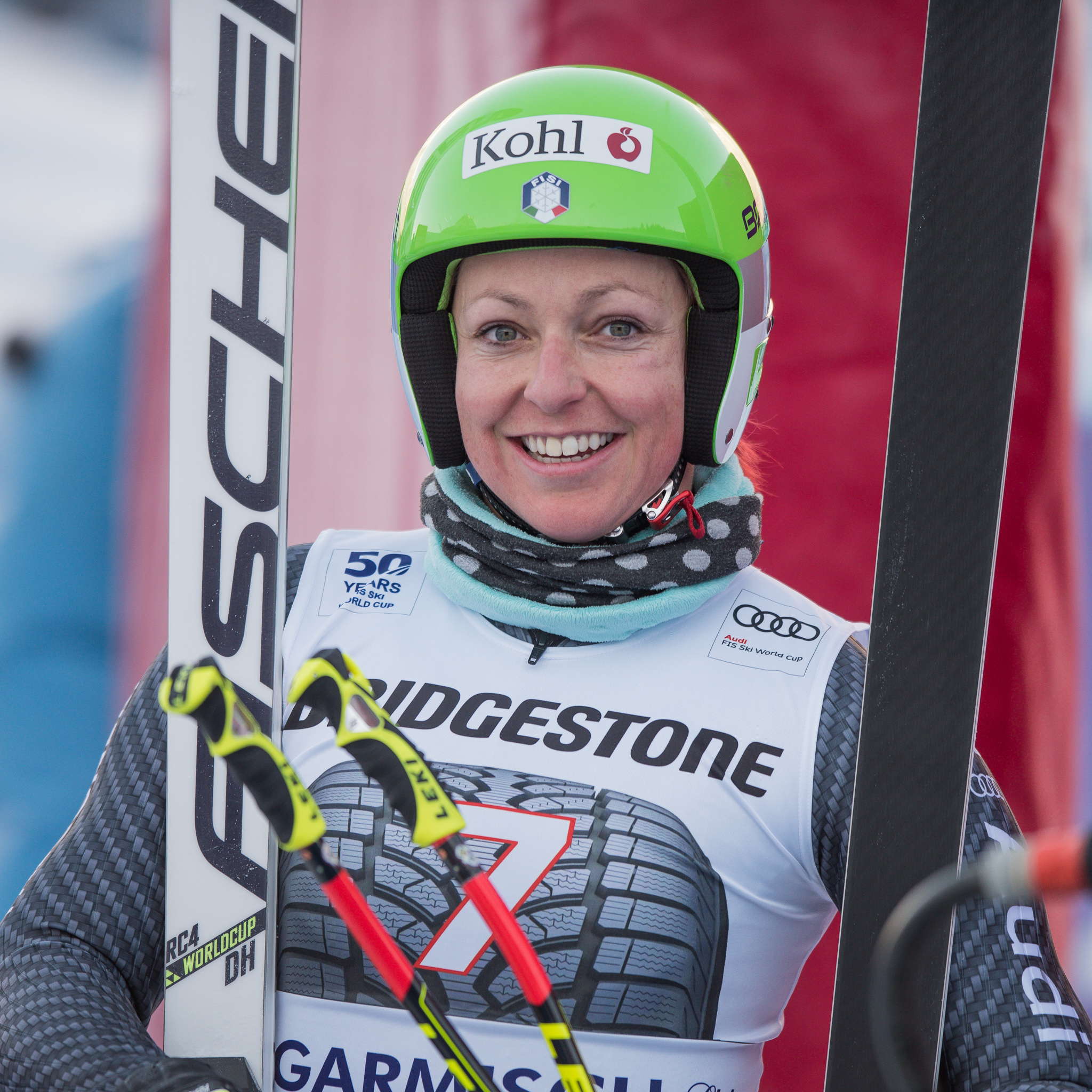
Johanna Schnarf
(* 1984)

- Alex Alfieri (* 1971), Neurochirurg und Universitätsprofessor
- Peter Brunner (* 1971), Politiker
- Anton Blasbichler (* 1972), Naturbahnrodler
- Martin Thaler (* 1974), Schauspieler
- Martin Gruber (* 1975), Naturbahnrodler
- Sonja Steinacher (* 1975), Naturbahnrodlerin
- Evelyn Kustatscher (* 1976), Paläobotanikerin
- Kurt Niederstätter (* 1976), Snowboarder
- Günther Oberhollenzer (* 1976), Kunsthistoriker, Autor und Kurator
- Christa Gietl (* 1977), Naturbahnrodlerin
- Reinhard Gruber (* 1977), Naturbahnrodler
- Peter Schorn (* 1978), Schauspieler
- Romina Demetz (* 1980), Biathletin
- Roland Fischnaller (* 1980), Snowboarder
- Denise Karbon (* 1980), Skirennläuferin
- Manuela Kerer (* 1980), Komponistin
- Christian Obrist (* 1980), Leichtathlet
- Daniel Alfreider (* 1981), ladinischer Politiker der Südtiroler Volkspartei (SVP)
- Philipp Burger (* 1981), Sänger
- Mark Demetz (* 1981), Eishockeytorwart
- Ruth Goller (* ≈1981), Fusionmusikerin
- Hannes Lang (* 1981), Filmregisseur, Kameramann und Filmproduzent
- Martin Obermarzoner (* 1981), Koch
- Peter Fill (* 1982), Skirennläufer
- Renate Gietl (* 1982), Naturbahnrodlerin
- Tamara Oberhofer (* 1982), Politikerin
- Jeffrey Frisch (* 1984), Skirennläufer
- Andreas Gruber (* 1984), Naturbahnrodler
- Hannes Rabensteiner (* 1984), Abgeordneter des Südtiroler Landtags
- Johanna Schnarf (* 1984), Skirennläuferin
- Philipp Achammer (* 1985), Politiker
- Simon Manzoni (* 1985), Fußballtorhüter
- Max von Milland (* 1985), Sänger
- Karin Oberhofer (* 1985), Biathletin
- Stefan Gruber (* 1985), Naturbahnrodler
- Silvia Bertagna (* 1986), Freestyle-Skierin
- Aaron March (* 1986), Snowboarder
- Hannes Pichler (* 1986), Physiker
- Christa Perathoner (* 1987), Biathletin
- Daniel Taschler (* 1987), Biathlet
- Hannes Zingerle (* 1987), Politiker
- Laura Letrari (* 1989), Schwimmerin
- Fabian Rabensteiner (* 1990), Mountainbiker
- Lukas Tauber (* 1990), Eishockeyspieler

### 1991–2010
- Debora Agreiter (* 1991), Skilangläuferin
- Gerhard Kerschbaumer (* 1991), Mountainbiker
- Alexia Runggaldier (* 1991), Biathletin
- Diego Kostner (* 1992), Eishockeyspieler
- Nadine Kostner (* 1992), Skispringerin

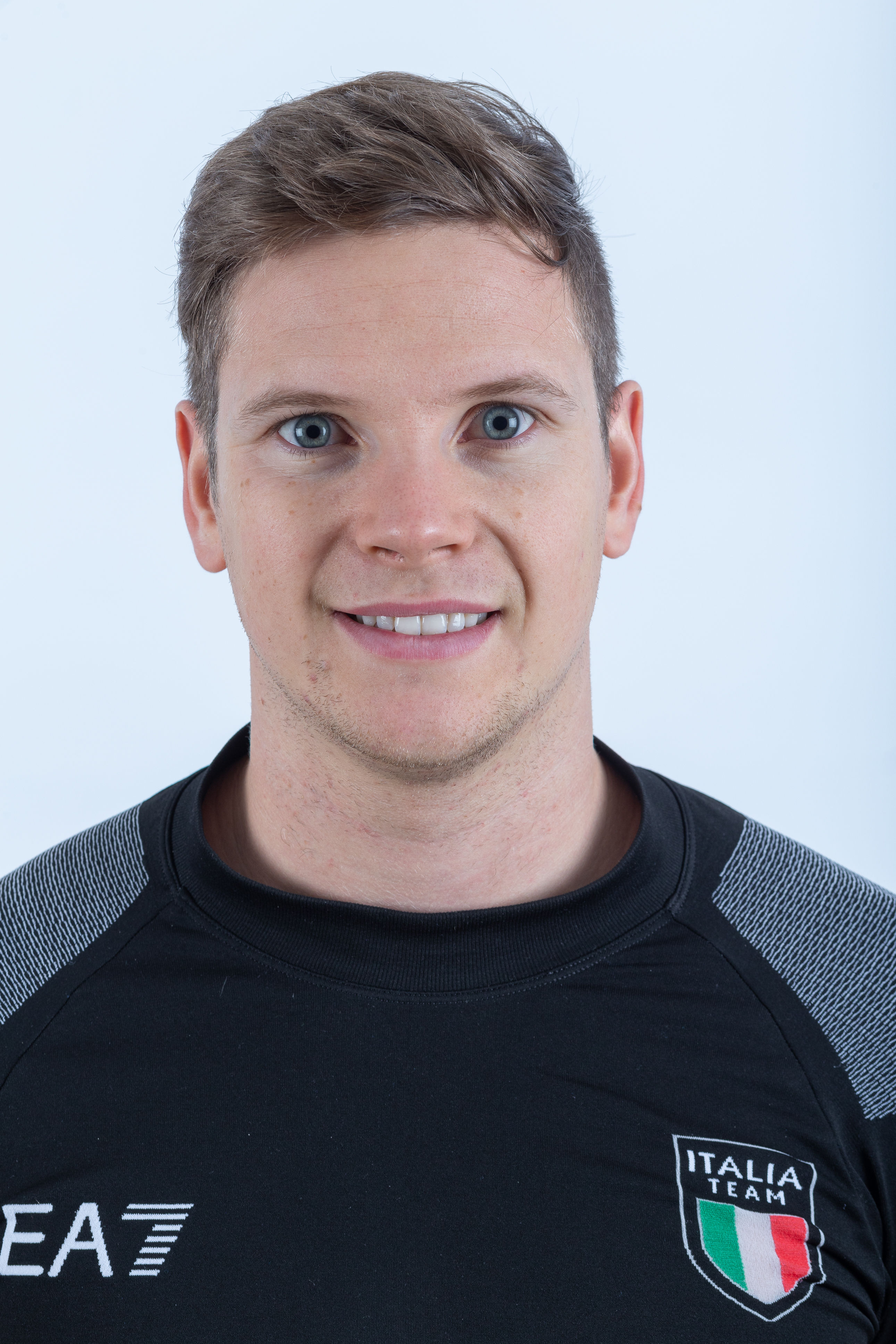
Kevin Fischnaller
(* 1993)

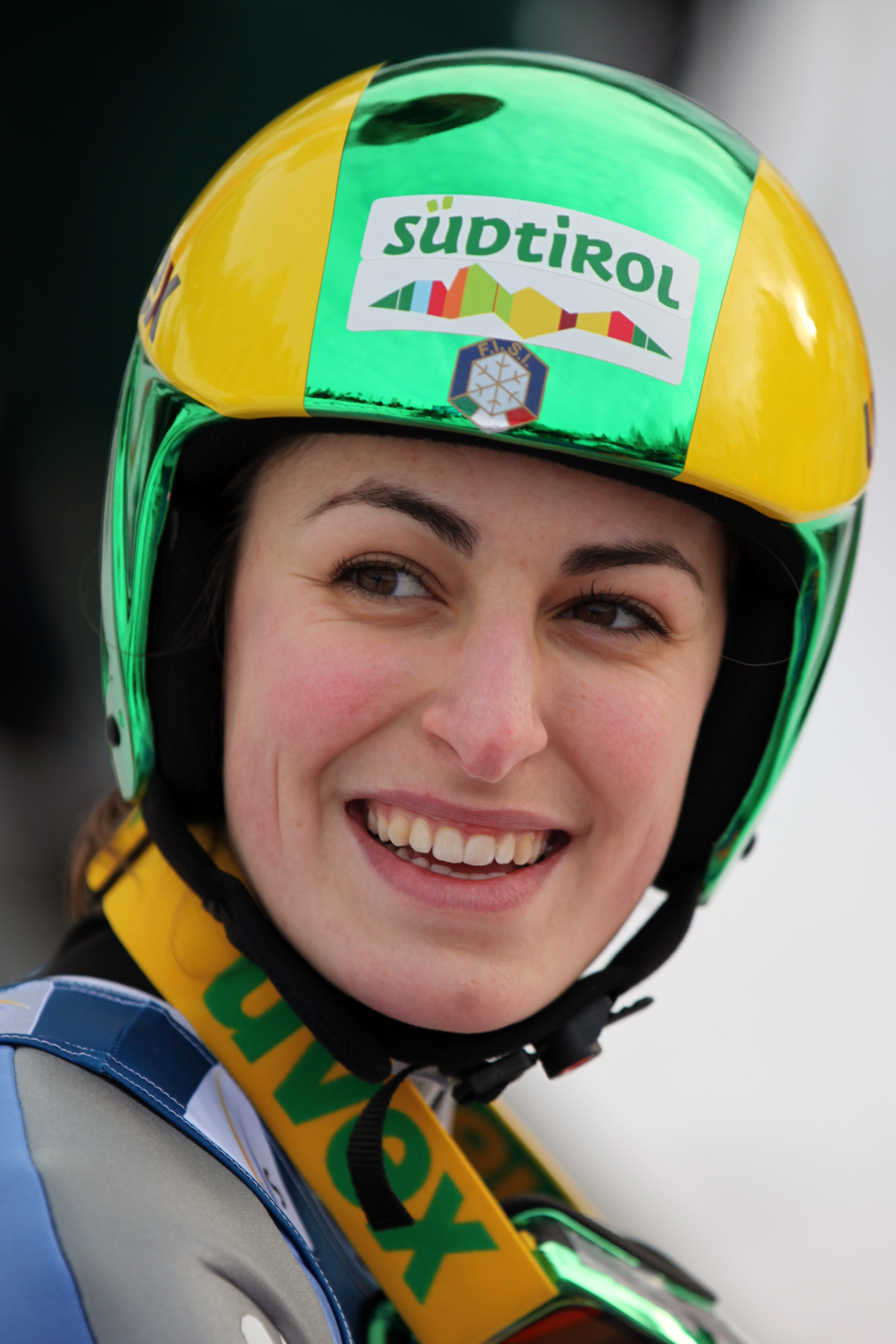
Evelyn Insam
(* 1994)

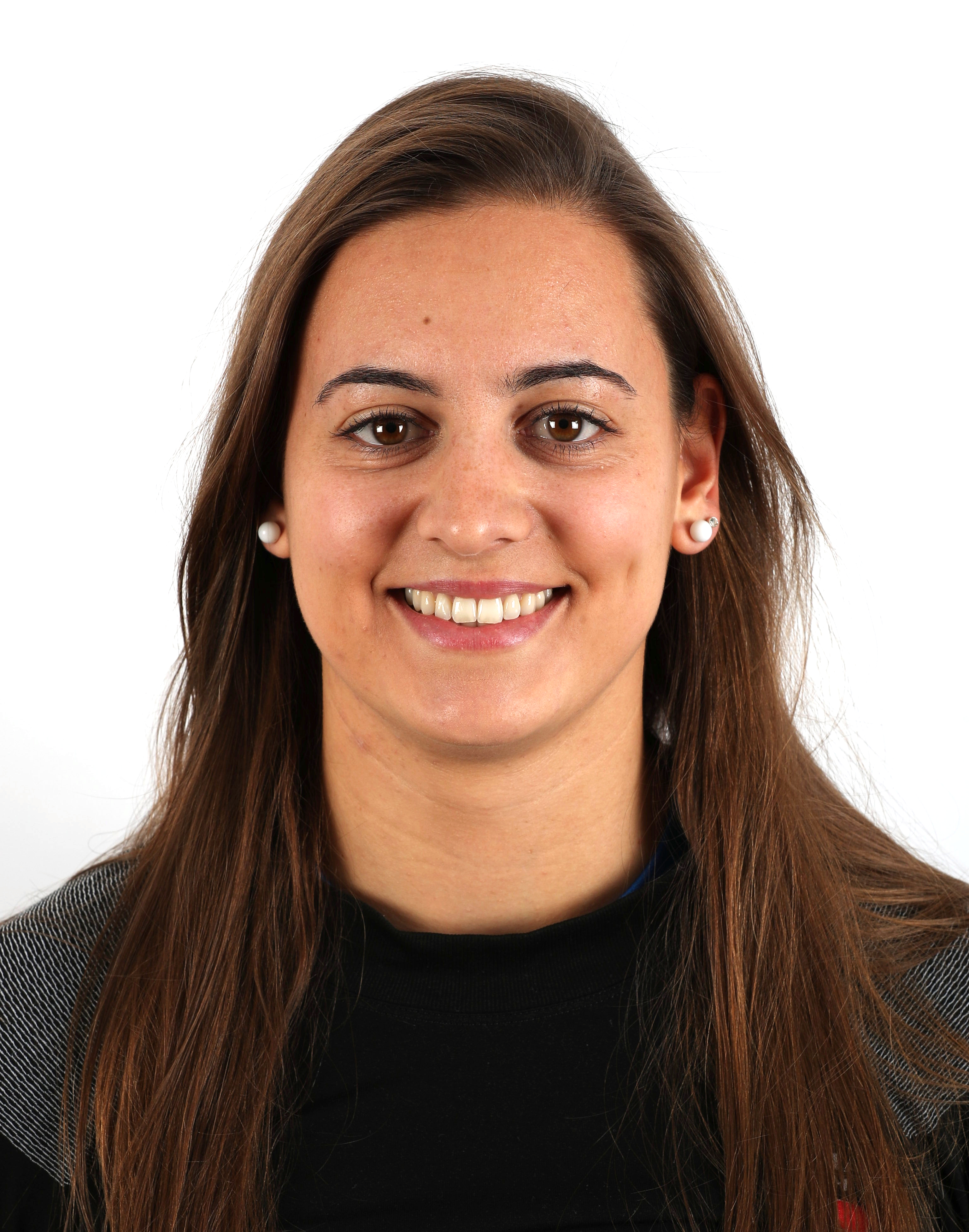
Andrea Vötter
(* 1995)

- Manuel Maierhofer (* 1992), Nordischer Kombinierer
- Anika Niederwieser (* 1992), Handballspielerin
- Alex Zingerle (* 1992), Skirennläufer
- Dominik Fischnaller (* 1993), Rennrodler
- Kevin Fischnaller (* 1993), Rennrodler
- Alexandra Obrist (* 1993), Naturbahnrodlerin
- Evelyn Insam (* 1994), Skispringerin
- Alex Hofer (* 1994), Skirennläufer
- Lukas Huber (* 1994), Slackline-Weltmeister
- Verena Steinhauser (* 1994), Triathletin
- Andrea Vötter (* 1995), Rennrodlerin
- Hannes Zingerle (* 1995), Skirennläufer
- Alex Lambacher (* 1996), Eishockeyspieler
- Nicol Delago (* 1996), Skirennläuferin
- Nadia Delago (* 1997), Skirennläuferin
- Alex Insam (* 1997), Skispringer
- Irene Lardschneider (* 1998), Biathletin
- Jakob Windisch (* 1999), Beachvolleyballspieler
- Daniela Dejori (* 2002), nordische Kombiniererin
- Mikael Helmersson (* 2003), italienisch-schwedischer Handballspieler
- Eva Schatzer (* 2005), Fußballspielerin

## Personen mit Beziehung zur Stadt
- Oswald von Wolkenstein (um 1377 – 1445), Lyriker, Komponist und Sänger
- Michael Gaismair (1490–1532), Bauernführer
- Sebastian Pollinger († 1590), Weihbischof und Universitätsrektor, starb auf der Rückreise von Rom in Brixen
- Hans Reichle (≈1565/1570–1642), Bildhauer
- Martin Theophil Polak (um 1570–1639), Maler
- Adam Baldauf (1580–1631), Bildhauer
- Stephan Kessler (1622–1700), Maler
- Paulinus Mayr (1628–1685), Fürstbischof
- Joseph Anton Hofer (1742–1820), Theologe, Professor, Kanoniker und Domherr in Brixen
- Bernhard Galura (1764–1856), Fürstbischof
- Joseph Ambrosius Stapf (1785–1844), Theologe, Professor und Domherr in Brixen
- Joseph Vincenz Hofmann (1800–1863), Theologe, Professor und Domherr in Brixen
- Karel Havlíček Borovský (1821–1856), Schriftsteller und Politiker
- Johann Kravogl (1823–1889), Erfinder
- Alfons Quellacasa (1843–1913), Geistlicher und 35 Jahre Professor für Naturgeschichte am „K.K. Gymnasium“ in Brixen
- Sebastian Rieger (1867–1953), römisch-katholischer Priester und Schriftsteller (Reimmichl)
- Vinzenz Goller (1873–1953), Komponist
- Walther Buchowiecki (1908–1990), österreichischer Kunsthistoriker
- Hans Egarter (1909–1966), antifaschistischer Widerstandskämpfer
- Karl Wolfsgruber (1917–2009), römisch-katholischer Priester
- Anton Gostner (1920–1962), Südtirolaktivist, Mitglied des Befreiungsausschusses Südtirol